# B-Boy maniaco
B-Boy Maniaco è l'album di debutto come solista del writer, rapper e beatmaker italiano Ice One, pubblicato nel 1995 dalla Mandibola Records. Nel 2013 l'album viene rimasterizzato e ristampato con l'aggiunta di sei Bonus tracks.
In alcuni brani di questo disco compaiono per la prima volta, in qualità di ospiti, il Danno, la Beffa e Piotta, che con Ice One formerà il gruppo Taverna Ottavo Colle, poi divenuto Colle der Fomento con l'uscita di Piotta.

## Tracce[1]
1. Giorno dopo giorno
2. B-Boy Maniaco
3. Panico (feat. La Comitiva)
4. Segui il ritmo (Batti le tue mani)
5. Io sono quello che suono
6. Questo ti piacerà
7. Tira giù la maschera
8. Qualcosa x chi balla I
9. Soldi contanti
10. Monotono I
11. Funkadelico (feat. Piotta)
12. Monotono II (feat. Beffa)
13. Panico
14. Monotono III (feat. Danno)
15. Qualcosa x chi balla II
16. Giorno dopo giorno (remix)
17. Funkadelico II (feat. La Comitiva)
18. Dimmi se ti piaccio adesso
19. La calma dopo la tempesta

Bonus tracks nell'edizione 2013
1. Nel ritmo
2. Senza motivo
3. Aspetta
4. Nuvole di skunk
5. Essi vivono
6. Nuvole di skunk (Stinky cheese mix)